# Главная аллея (Москва)
Гла́вная алле́я (с 1936 года до 8 сентября 1964 года — Гла́вный проспе́кт) — аллея в Восточном административном округе города Москвы на территории района Измайлово.

## История
Аллея, самая длинная и широкая в Измайловском парке, возникла из просеки, прорубленной фаворитом императрицы Елизаветы Петровны А. Г. Разумовским от его села Перово до летней резиденции императрицы в Измайлово. В 1936 году просека получила название Гла́вный проспе́кт (проспектами изначально называли не основные улицы городов, а прямые проезды, проходы, открывающие перспективу — дальний вид на что-либо), а 8 сентября 1964 года — современное название.

## Расположение
Главная аллея проходит по территории Измайловского парка, разделяя территории Измайловского ПКиО и Измайловского лесопарка, от Измайловского шоссе и Первомайской улицы на юг до шоссе Энтузиастов, с запада к аллее примыкают Измайловский, Московский и Елагинский проспекты. Нумерация домов начинается от Измайловского шоссе.

## Примечательные здания и сооружения
По нечётной стороне:
- д. 11 — бывшее здание Убежища для престарелых артистов в память императора Александра III.

## Транспорт

### Автобус
- 7: от Московского проспекта до шоссе Энтузиастов и обратно.
- 20: от Измайловского шоссе до шоссе Энтузиастов и обратно.
- 131: от Московского проспекта до шоссе Энтузиастов и обратно.
- 211: от Измайловского шоссе до шоссе Энтузиастов и обратно.
- пригородные автобусы № 322, 336, 337, 375, 382, 385, 386, 391, 394, 399, 444, 445: от Измайловского шоссе до шоссе Энтузиастов и обратно.

### Трамвай
- 11: от Первомайской улицы до Измайловского проспекта и обратно.
- 12: от Первомайской улицы до Измайловского проспекта и обратно.
- 34: от Первомайской улицы до Измайловского проспекта и обратно.

### Метро
- Станция метро «Измайловская» Арбатско-Покровской линии — северо-восточнее аллеи, на Измайловском проспекте.
- Станция метро «Партизанская» Арбатско-Покровской линии — северо-западнее аллеи, на Измайловском шоссе.
- Станция метро «Шоссе Энтузиастов» Калининской линии — юго-западнее аллеи, на пересечении шоссе Энтузиастов с Электродной улицей и Электродным проездом.